# Кійґевере
Кі́йґевере (ест. Kiigevere küla) — село в Естонії, у волості Ярва повіту Ярвамаа.

## Населення
Чисельність населення на 31 грудня 2011 року становила 17 осіб.

## Географія
Поблизу населеного пункту проходить автошлях 2 (Таллінн — Тарту — Виру — Лугамаа), естонська частина європейського маршруту E263.

## Історія
З 19 грудня 1991 до 21 жовтня 2017 року село входило до складу волості Імавере.